# Сила (Шифърът на Леонардо)
Вижте пояснителната страница за други значения на Сила.
Сила (Silas) е измислен герой от романа Шифърът на Леонардо на американския писател Дан Браун. Сила е албинос последовател на Opus Dei, който практикува ожесточено умъртвяване на плътта.
 Внимание:  Текстът по-долу разкрива сюжета на произведението (или части от него)!
Сила е роден в Марсилия. Родителите му умират, когато той е още малък. Сила извършва престъпление, заради което лежи в затвора в Андора в Пиренеите, докато не се освобождава по време на едно земетресение. Намира убежище при младия испански монах на име епископ Арингароса, който му дава името Сила. Вероятно тогава Арингароса оглавява Opus Dei. Преди началото на действието в книгата, Арингароса свързва Сила с Учителя. След заповед от Учителя, Сила убива Жак Сониер и другите трима велики сенешали на Ордена на Сион, за да измъкне от тях информация за местонахождението на clef de voûte или "ключовия камък" на Ордена. След като разбира, че е подведен с лъжлива информация, той започва да преследва Робърт Лангдън и Софи Нево, за да получи истинския ключов камък. Сила не знае истинската самоличност на Учителя, но е готов на всичко, за да изпълни заръките му.